# Tigertailz
Tigertailz es una banda de Glam metal y Power Pop inglesa formada en el año 1983. Con la ayuda de las bandas Wrathchild y Y&T, publicaron un segundo álbum de estudio titulado Bezerk (1990) que alcanzó el Top 40 del Reino Unido. Su sencillo más reconocido fue Love Bomb Baby.

## Integrantes

### Miembros actuales
- Jay Pepper - Guitarra
- Jim Dovey - Voz
- Matt Blakout - Batería

### Antiguos miembros
- Steevi Jaimz - voz (1984-1988)
- Kim Hooker – voz (1988–1996, 2005-2012)
- Pepsi Tate (R.I.P.) - Bajo (1983-1996, 2005-2007)
- Ace Finchum – batería (1984-1991, 2011–2013)
- Rob Wylde - Bajo (2012-2022)

## Discografía

### Estudio
- Young and Crazy (1987)
- Bezerk (1990)
- Banzai! (1991)
- Wazbones (1995)
- Bezerk 2.0 (2006)
- Thrill Pistol(2007)
- Lost Reelz(2015)
- Blast(2016)

### En vivo
- You Lookin'at Me? The Best of Tigertailz Live! (1996)
- Bezerk Live: Burnin' Fuel! (2011)

### Otros
- Original Sin (2003)